# 쿠르닥
쿠르닥(카자흐어: қуырдақ, Quyrdaq, 키르기스어: куурдак, 투르크멘어: gowurdak; Говурдак, 위구르어: قورداق қордақ qordaq, 우즈베크어: qovurdoq, 몽골어: Хуурдаг)은 다양한 철자로 표기되며, 중앙아시아에서 만들어지는 전통적인 고기 요리이다. 이름은 음식을 만드는 방식을 나타내는 "로스트", "튀긴"이라는 단어의 명사화에서 유래했다. "갈색 스튜 고기"로 묘사된다.
쿠르닥은 튀르키예 요리에서 양고기, 양고기, 소고기 또는 양 간, 때로는 채소로 주로 만들어지는 카부르마로 알려져 있다.

## 같이 보기
- 양고기 요리 목록
- 음식 포털